# Hermawan Susanto
Hermawan Susanto (född 27 september 1967) är en indonesisk idrottare som tog brons i badminton vid olympiska sommarspelen 1992 i Barcelona.